# Казе Берета (Перуђа)
Казе Берета је насеље у Италији у округу Перуђа, региону Умбрија.
Према процени из 2011. у насељу је живело 38 становника. Насеље се налази на надморској висини од 199 м.